# C/2025 F2 (SWAN)
C/2025 F2 (SWAN) est une comète découverte le 29 mars 2025 à partir d'images prises par l'instrument SWAN du télescope spatial SOHO. Elle devrait atteindre sa magnitude maximale de 5,0 en mai 2025.

## Découverte
Elle est repérée pour la première fois par les astronomes Vladimir Bezugly, Michael Mattiazzo, le 29 mars 2025 et Rob Matson le 31 mars 2025. Tout trois, indépendamment, déclarent qu'un objet d'apparence cométaire est visible sur les images de la caméra SWAN (Solar Wind Anisotropies), qui image le ciel dans la raie d'emission Lyman-α, à partir du 22 mars,
. La magnitude était d'environ 11 et s'accroissant. Le 29 mars, la comète se trouvait à 1,62 UA de la Terre et à 0,92 UA du Soleil, à une élongation solaire de 28 degrés.
La découverte de la comète est publiée dans le groupe de discussion comets-ml et conduit les astronomes amateurs à recueillir des données sur ses éphémérides afin de mieux calculer son orbite. La première détection réussie a été rapportée par Q. Zhang le 2 avril 2025, notant que la coma mesurait deux minutes d'arc. En raison de la faible résolution de la caméra SWAN, les coordonnées originales rapportées étaient erronées d'environ deux degrés.
Des images de pré-découverte sont obtenues le 26 mars par l' Observatoire de Xingming. Repérées par G.-y. Sun. la comète avait une magnitude apparente d'environ 14 et sa coma mesure environ 30 secondes d'arc. En outre, la comète est aussi repérée par Robert Weryk sur des images obtenues par les télescopes PanSTARRS les 3, 9, 24 et 27 septembre 2024, et les 4 et 6 octobre 2024, où elle apparait comme un objet légèrement flou avec une magnitude apparente d'environ 22. La comète est également détectée dans une image obtenue par DECam, à Cerro Tololo Inter-American Observatory, le 8 septembre 2024, apparaissant ponctuelle à une magnitude apparente de 22,4 et ayant probablement une queue faible.

## Observations

Time-lapse de la comète, quelques heures avant l'aube, le 10 avril 2025.

Le 3 avril 2025, la comète avait une magnitude d'environ 10,6. L'astronome amateur Michael Jäger image une queue peu lumineuse d'environ 10 minutes d'arc. Quelques heures plus tard, un autre amateur obtient des images montrant que la queue mesurait 35 minutes d'arc. Maik Meyer observe la comète visuellement le 4 avril et estime sa magnitude à 9,2, tout en notant que son apparence rappelait celle d'un amas globulaire bien concentré. La comète subi une éruption autour du 5 avril. Le jour suivant elle apparait entre 8,1 à 8,3 de magnitude visuelle, et sa queue fait de 1,5 degrés de long. Sur les images, la queue est d'environ 2 degrés de long.
Début avril, la comète est située dans le grand carré de Pégase, dans l'horizon est-nord-est avant l'aube, et se déplace donc dans Andromède, passant près de l'étoile brillante Alpheratz le 13 avril. Fin avril, la comète se déplace dans le ciel du soir, en position basse près de l'horizon. Le 1er mai, elle sera proche des Pléiades. La comète se déplace ensuite vers le sud et deviendra plus visible depuis l'hémisphère sud après les premiers jours de mai. D'autres observations sont nécessaires pour prédire avec précision sa luminosité, et l'éruption a compliqué les choses.

## Orbite
La comète a une orbite presque parabolique. En utilisant une époque de 1800, bien avant que la comète n'entre dans la région planétaire du système solaire, une solution d'orbite barycentrique suggère qu'elle a eu une période orbitale d'environ 70 000 ans. Elle a donc passé les 35 000 dernières années à se rapprocher d'environ 3400 UA. Après le périhélie, la période orbitale est multipliée par dix. Le périhélie de la comète se situe à une distance de 0,333 UA, près de la partie intérieure de l'orbite de Mercure. Elle s'est approchée de Saturne à une distance d'environ 0,85 UA le 29 janvier 2023.